# Pachycentria hanseniana
Pachycentria hanseniana är en tvåhjärtbladig växtart som beskrevs av Gudrun Clausing. Pachycentria hanseniana ingår i släktet Pachycentria och familjen Melastomataceae. Inga underarter finns listade i Catalogue of Life.